# Energia punktu zerowego
Energia punktu zerowego – w mechanice kwantowej najniższa możliwa energia jaką może przyjąć układ kwantowy. W nierelatywistycznej mechanice kwantowej wszystkie układy kwantowe posiadają energię punktu zerowego. Jeśli rozpatrywanym układem jest próżnia kwantowa, to energię punktu zerowego nazywa się energią próżni.
Termin ten pojawił się, gdy obliczenia wykazały, że modelowy, punktowy kwantowy oscylator harmoniczny musi posiadać pewną minimalną energię, nawet jeśli nie opisuje żadnego zjawiska związanego z transportem masy lub energii. Oznacza to, że pewna minimalna energia musi być przypisana do każdego punktu próżni. W kosmologii przeważnie przyjmuje się, że wartość energii próżni decyduje o wartości stałej kosmologicznej.
W 1900 roku Max Planck wyprowadził wzór na energię pojedynczego emitera energii w postaci promieniowania elektromagnetycznego:
{\displaystyle \epsilon ={\frac {h\nu }{e^{\frac {h\nu }{kT}}-1}}}
gdzie: h – stała Plancka, ν – częstotliwość, k – stała Boltzmanna, T – temperatura absolutna.
W 1913 roku, wychodząc z powyższego wzoru, Albert Einstein i Otto Stern zasugerowali po raz pierwszy możliwość istnienia energii, którą mają wszystkie oscylatory kwantowe w temperaturze zera bezwzględnego. Początkowo nadano jej nazwę residual energy, a następnie Nullpunktenergie (z niemieckiego). Ostatecznie przyjęto termin zero-point energy (energia punktu zerowego).
Naukowcy przeprowadzili analizę ciekłego wodoru, który pomimo bardzo niskiej temperatury nie zamarza do postaci ciała stałego. Na podstawie znajomości ciepła właściwego wodoru w temperaturach bliskich 0 K doszli do wniosku, że energię atomu wodoru najlepiej wyraża wzór:
{\displaystyle \epsilon ={\frac {h\nu }{e^{\frac {h\nu }{kT}}-1}}+{\frac {h\nu }{2}}}
Z równania tego, po ekstrapolacji do temperatury 0 K, wynika, że w temperaturze zera bezwzględnego energia wynosi ½hν.
Istnienie energii próżni zostało potwierdzone eksperymentalnie przez zaobserwowanie efektu Casimira. Innymi doświadczalnymi dowodami są: emisja spontaniczna światła (fotonów) przez atomy i nukleony, przesunięcie Lamba.
Ze względu na to, że z obliczeń wywodzących się z różnych kwantowych teorii pola uzyskuje się rozbieżne wartości energii próżni i nie ma aktualnie możliwości bezpośredniego jej zmierzenia, jej rzeczywista wartość jest aktualnie nieznana. Zagadnienie, dlaczego stała kosmologiczna ma znacznie mniejszą wartość niż to wynika z obliczeń energii próżni, stanowi nierozwiązany problem współczesnej fizyki, nad którym pracuje wielu fizyków kwantowych.
Istnienie energii próżni stanowi kanwę dla rozmaitych urządzeń opisywanych w twórczości science fiction i spotykanych w grach komputerowych. Na wykorzystaniu energii próżni opiera się też kilkanaście koncepcji z ruchu wynalazczego zwanego wolną energią.

## Rozpad próżni
Realistyczne kwantowe teorie pola i teoria strun przewidują, że energia próżni obecnego Wszechświata może nie być najkorzystniejszym energetycznie stanem próżni. W takim wypadku mówi się o próżni fałszywej. Mogą również istnieć inne wszechświaty o innej wartości energii próżni i, co za tym idzie, innych prawach fizyki . Energia próżni może spaść ze swojego lokalnego minimum do innego minimum i mówi się wtedy o rozpadzie próżni. Taki rozpad może zajść samoistnie dzięki fluktuacjom kwantowym. Według niektórych teorii strun, Wielki Wybuch był właśnie rozpadem próżni w innym wcześniejszym Wszechświecie.
Rozpad próżni występuje też w niektórych teoriach inflacji. Według nich Wszechświat miał się narodzić z polem Higgsa w stanie próżni fałszywej. Próżnia ta następnie rozpadła się, co skutkowało wykładniczą ekspansją Wszechświata oraz uzyskaniem masy przez niektóre cząstki elementarne.